# Mückern
 (juillet 2021).
Mückern est un hameau allemand de Großenstein dans le district de Greiz, en Thuringe.

## Localisation
Le hameau de Mückern est situé sur une route de raccordement à environ deux kilomètres à l'ouest de Großenstein, dans la région agricole et minière de Ronneburg.
Les villages adjacents sont dans le sens des aiguilles d'une montre en commençant par le nord Brahmenau, l'est Nauendorf, le sud-est Großenstein, le sud Korbußen, l'ouest Schwaara et le nord-ouest Zschippach.

## Histoire
Le hameau est mentionné pour la première fois dans un document en 1541. L'église romane a été remaniée au cours des siècles suivants.